# هند خيرة
هند خيرة (التي ولدت عام 1981) فنانة شارع مصرية، والتي تتميز اعمالها بالجمع بين الرسومات والشعارات. فهي واحدة من أهم الرواد في الطفرة التي حدثت في فن الشوارع بمصر منذ ثورة 25 يناير، كما قامت بدور بارز في الاحتجاجات عن طريق توثيق مطالب الثورة.

## السيرة الذاتية
برزت هند خيرة كفنانة بعد ثورة 25 يناير في مصر. واثناء دراستها بالجامعة، عملت كمصممة أزياء. والان، تعمل كمهندسة هيكلة ولكنها استمرت في استخدام الجرافيت (نوع من فن الكتابة والرسم على الجدران) كمخرج لأبداعها.
رسمت هند خيرة رسومات بميدان التحرير أثناء ثورة 25 يناير. كما أطلقت حملة جرافيتي ضد التحرش الجنسي بالقاهرة كما تتميز اعمالها بالقضايا البارزة التي تواجه المرأة بالمجتمع المصري حاليا.

## العمل
يمكن رؤية أعمال هند خيرة على جدران مجمع التحرير (مبنى ادارى بميدان التحرير بمصر) وفي شوارع أخرى بالقاهرة. تركز اعمالها على كفاحها الشخصي كامرأة تخطت الحواجز لما هو مقبول في المجتمع المصري. فمن خلال فنها، اشتركت في حملات ضد التحرش الجنسي، فواحدة من أشهر اعمالها تأسست على محاكمة سميرة ابراهيم، التي رفعت قضية ضد الحكومة في اغسطس السنة السابقة نتيجة فحصها بالتعري (كشف العذرية) بواسطة دكتور عسكري بعد احتجازها هي وعدد من النساء في مظاهرات ميدان التحرير، وصوروهم اثناء تعنيف الدكتور لهم. عمال هند خيرة كانت رسومات مستفزة تخص المرأة، وعليها علامة غلط بالأحمر، وتحتها عبارة «ممنوع اللمس. فالخصاء ينتظرك»
كما أن لها عمل اخر مشهور تجسد فيه المسيح وهو على وشك أن يدهس واقفا ظهره مستدير لدبابة وممسكا بلافتة فارغة في الاحتجاج. وعرض هذا العمل في معرض تاون هاوس بعنوان «هذا ليس جرافيتي»
فقد استوحت أعمالها من الكتب والافلام بدلاً من فنانين آخرين. كما شملت اعمالها استخدام شخصيات مختلفة من الأدب والسينما مثل هند رستم (ممثلة مصرية مشهورة لقبت بمارلين مونرو المصرية)
ففي خلال مقابلة مع رولينج ستون، قالت هند خيرة أن فنها لم يسبب لها أبدا مشاكل مع السلطات. بالرغم من أن بعض أعمالها حُجبت وأُزيلت بواسطة السلطات، كما تم انتقادها من بعض الجماهير التي وجدت أن في اعمالها هجوم شديد وإهانة.

## المعارض
سبتمبر 2011 هذا ليس كتابات جرافيتي، معرض جماعي -جاليري تاون هاوس، مصر

## روابط خارجية
خريطة للأعمال المختارة من قبل هند خيرة http://www.inform-ant.it/mappa-graffiti-cairo.html